# Reprezentacja Burkiny Faso w piłce nożnej mężczyzn
Reprezentacja Burkiny Faso – kadra Burkiny Faso w piłce nożnej mężczyzn.

## Historia
Do 1984 roku występowała pod nazwą reprezentacja Górnej Wolty. W 1964 roku, a więc cztery lata po założeniu krajowej federacji, została członkiem FIFA oraz CAF-u.
W 1978 roku po raz pierwszy reprezentacja Burkiny Faso, wtedy jeszcze pod nazwą Górna Wolta zakwalifikowała się na Puchar Narodów Afryki. W tym turnieju odpadli jednak po rundzie grupowej. Przegrali z Nigerią 2-4, z Zambią 0-2 i z Ghaną 0-3.
Od drugiej połowy lat 90. drużyna narodowa regularnie gra w rozgrywkach o Puchar Narodów Afryki. Najczęściej swój udział w mistrzostwach Czarnego Kontynentu kończy już na fazie grupowej. Tylko tzy razy drużyna wyszła z grupy. Po raz pierwszy miało to miejsce w 1998 roku, kiedy była gospodarzem turnieju. Drużyna doszła do półfinału, w którym uległa przyszłemu triumfatorowi Egiptowi. W meczu o trzecie miejsce przegrała po rzutach karnych z Demokratyczną Republiką Konga. Selekcjonerem reprezentacji był wówczas Francuz Philippe Troussier.
Drugi raz nastąpiło to w 2013 r. w Republice Południowej Afryki, gdzie drużyna doszła do finału rozgrywek. Burkina Faso uległa w finale Nigerii 0:1.
Po raz trzeci miało to miejsce w 2017 r. Drużyna dotarła do półfinału, w którym przegrała z późniejszym wicemistrzem Egiptem. W meczu o trzecie miejsce „Ogiery” wygrały z Ghaną 1:0.
Znaczna część zawodników obecnej kadry gra na co dzień w klubach zagranicznych.
Aktualnie reprezentacja Burkiny Faso zajmuje 8. miejsce w rankingu najlepszych drużyn Afryki (18 maja 2011)

## Udział wMistrzostwach Świata
- 1930–1958 – Nie brało udziału (było kolonią francuską)
- 1962–1974 – Nie brało udziału (jako Górna Wolta)
- 1978 – Nie zakwalifikowało się (jako Górna Wolta)
- 1982 – Nie brało udziału (jako Górna Wolta)
- 1986 – Nie brało udziału
- 1990 – Nie zakwalifikowało się
- 1994 – Wycofało się z eliminacji
- 1998 – 2022 – Nie zakwalifikowało się

## Udział wPucharze Narodów Afryki
- 1957–1959 – Nie brało udziału (było kolonią francuską)
- 1962–1965 – Nie brało udziału (jako Górna Wolta)
- 1968 – Nie zakwalifikowało się (jako Górna Wolta)
- 1970–1972 – Wycofało się z eliminacji (jako Górna Wolta)
- 1974 – Nie zakwalifikowało się (jako Górna Wolta)
- 1976 – Nie brało udziału (jako Górna Wolta)
- 1978 – Faza grupowa (jako Górna Wolta)
- 1980 – Nie brało udziału (jako Górna Wolta)
- 1982 – Nie zakwalifikowało się (jako Górna Wolta)
- 1984 – Nie brało udziału (jako Górna Wolta)
- 1986–1988 – Nie brało udziału
- 1990–1992 – Nie zakwalifikowało się
- 1994 – Wycofało się w czasie eliminacji
- 1996 – Faza grupowa
- 1998 – IV miejsce
- 2000 – Faza grupowa
- 2002 – Faza grupowa
- 2004 – Faza grupowa
- 2006–2008 – Nie zakwalifikowało się
- 2010 – Faza grupowa
- 2012 – Faza grupowa
- 2013 – II miejsce
- 2015 – Faza grupowa
- 2017 – III miejsce
- 2019 – Nie zakwalifikowało się
- 2021 – IV miejsce
- 2023 – 1/8 finału
- 2025 – Awans